# 黑尔环形山

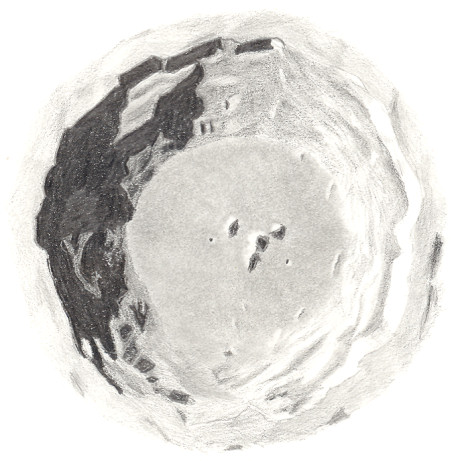
黑尔环形山绘图

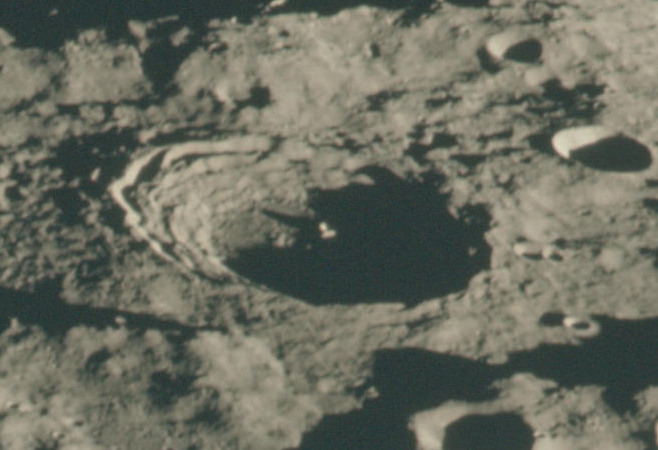
阿波罗15号拍摄的黑尔环形山朝南斜视图

黑尔环形山（Hale）是位于月球正面南侧边缘的一座大撞击坑，约形成于38-32亿年前的晚雨海世其名称取自美国天文学家乔治·海耳(1868年-1938年)和英国发明家暨火箭先驱威廉·黑尔(William Hale，1797年-1870年)，1964年国际天文学联合会批准接受。

## 描述
该陨坑的大部分位于月球背面，从地球只能看到它的一侧，只有从轨道上只能看清它更多细节。陨坑的北面毗邻醒目的韦克斯勒环形山、在月背的东面坐落了巨大的环壁平原-薛定谔环形山，它的西南则横亘了泽莫纳克斯环形山，而东南偏东靠近更小的里滕豪斯陨石坑。该陨坑中心月面坐标为74°15′S 107°04′E / 74.25°S 107.07°E，直径27.5公里，深度1.9公里。
黑尔环形山边缘范围较为清晰、受撞击侵蚀程度较轻，但坑壁轮廓不太规则，显示有些呈锯齿状，沿内壁分布有多重因坍塌形成的阶地状结构。陨坑坑壁平均高出周边地形1390米，内部容积约为6709公里3。碗状的坑底大体平坦，表面散布有一些细小的陨坑，中心点附近簇立了一组中央峰，略北，还坐落了另一座低矮的小山丘。

## 卫星陨石坑
按惯例，最靠近黑尔环形山的卫星坑在月图上以字母标注在该坑中心点的旁边。
| 黑尔 | 纬度    | 经度    | 直径    |
| ---- | ------- | ------- | ------- |
| Q    | 76.5° S | 83.1° E | 24 公里 |

## 另请参阅
- Andersson, L. E.; Whitaker, E. A. . NASA RP-1097. 1982.
- Blue, Jennifer. . USGS. July 25, 2007  [2007-08-05]. （原始内容存档于2019-12-05）.
- Bussey, B.; Spudis, P. . New York: Cambridge University Press. 2004. ISBN 978-0-521-81528-4.
- Cocks, Elijah E.; Cocks, Josiah C. . Tudor Publishers. 1995. ISBN 978-0-936389-27-1.
- McDowell, Jonathan. . Jonathan's Space Report. July 15, 2007  [2007-10-24]. （原始内容存档于2019-06-21）.
- Menzel, D. H.; Minnaert, M.; Levin, B.; Dollfus, A.; Bell, B. . Space Science Reviews. 1971, 12 (2): 136–186. Bibcode:1971SSRv...12..136M. doi:10.1007/BF00171763.
- Moore, Patrick. . Sterling Publishing Co. 2001. ISBN 978-0-304-35469-6.
- Price, Fred W. . Cambridge University Press. 1988. ISBN 978-0-521-33500-3.
- Rükl, Antonín. . Kalmbach Books. 1990. ISBN 978-0-913135-17-4.
- Webb, Rev. T. W.  6th revised. Dover. 1962. ISBN 978-0-486-20917-3.
- Whitaker, Ewen A. . Cambridge University Press. 1999. ISBN 978-0-521-62248-6.
- Wlasuk, Peter T. . Springer. 2000. ISBN 978-1-85233-193-1.